# Ptilosphen gentilis
Ptilosphen gentilis är en tvåvingeart som beskrevs av Cresson 1930. Ptilosphen gentilis ingår i släktet Ptilosphen och familjen skridflugor. Inga underarter finns listade i Catalogue of Life.